# Restons calmes et buvons frais
Restons calmes et buvons frais est un album de bande dessinée humoristique de Tramber, paru en 1993. C'est le cinquième et dernier album de la série William Vaurien.